# Roxanne Hart
Roxanne Hart (* 27. Juli 1952 in  Trenton, New Jersey) ist eine US-amerikanische Schauspielerin, die ihren wohl bekanntesten Auftritt im Fantasy-Film Highlander – Es kann nur einen geben an der Seite von Christopher Lambert hatte.

## Leben
Roxanne Hart wurde in Trenton, New Jersey geboren. Ihr Vater war Lehrer. Sie machte ihr Abschlussexamen an der Horace Greeley High School in Chappaqua, New York. In ihrer frühen Karriere trat sie des Öfteren am Broadway-Theater auf, so z. B. in Peter Nichols’ Passion; für diese Darbietung wurde sie 1983 für den Tony Award nominiert.  
Ihr Spielfilmdebüt hatte sie in The Verdict mit Paul Newman. Es folgten Filme wie Once Around mit Holly Hunter und The Good Girl mit Jennifer Aniston. Darüber hinaus trat sie in zahlreichen Fernsehserien auf, darunter Emergency Room – Die Notaufnahme, Law & Order und Oz – Hölle hinter Gittern. In der Fernsehserie Chicago Hope – Endstation Hoffnung spielte sie zwischen 1994 und 1998 eine feste Rolle als Krankenschwester Camille Shutt  und hatte auch wiederkehrende Rollen in Serien wie Dream On oder Medium – Nichts bleibt verborgen. 
Seit 1984 ist Roxanne Hart mit dem Schauspieler Philip Casnoff verheiratet und hat mit ihm zwei Söhne.

## Filmografie (Auswahl)
- 1980: Liebe, Lüge, Leidenschaft (One Life to Live, Fernseh-Seifenoper)
- 1981: Tod auf dem Campus (Kent State, Fernsehfilm)
- 1982: The Verdict – Die Wahrheit und nichts als die Wahrheit (The Verdict)
- 1983: Special Bulletin (Fernsehfilm)
- 1984: Girls Wanna Have Fun (Old Enough)
- 1984: Oh Gott! Du Teufel (Oh, God! You Devil)
- 1986: Highlander – Es kann nur einen geben (Highlander)
- 1987: Im Angesicht des Richters (The Last Innocent Man, Fernsehfilm)
- 1988: Pulse
- 1989: Big Time (Fernsehfilm)
- 1990/2001: Law & Order (Fernsehserie, 2 Folgen)
- 1991: Ein charmantes Ekel (Once Around)
- 1991: Living a Lie (Fernsehfilm)
- 1991: Codewort – Dragonfire (Tagget, Fernsehfilm)
- 1992–1993: Dream On (Fernsehserie, 5 Folgen)
- 1994: The Road Home (Fernsehserie, 3 Folgen)
- 1994–1998: Chicago Hope – Endstation Hoffnung (Chicago Hope; Fernsehserie, 46 Folgen)
- 1997: Muttertag des Grauens (When Secrets Kill, Fernsehfilm)
- 1997: Der Mörder unserer Mutter (Our Mother's Murder, Fernsehfilm)
- 1998: Meteoriten (Meteorites!, Fernsehfilm)
- 1999: Walker, Texas Ranger (Fernsehserie, Folge Mind Games)
- 1999: Come On, Get Happy: The Partridge Family Story (Fernsehfilm)
- 1999: Emergency Room – Die Notaufnahme (ER; Fernsehserie, 2 Folgen)
- 2000: The Runaway (Fernsehfilm)
- 2001: Follow the Stars Home (Fernsehfilm)
- 2002: The Good Girl
- 2002: Moonlight Mile
- 2002: Home Room
- 2003: Oz – Hölle hinter Gittern (Oz; Fernsehserie, 3 Folgen)
- 2003: Easy
- 2004: Cold Case – Kein Opfer ist je vergessen (Fernsehserie, Folge The House)
- 2005: Dr. House (Fernsehserie, Folge Geiz ist Gift)
- 2006: In from the Night (Fernsehfilm)
- 2006: Art School Confidential
- 2006: Letters from Iwo Jima
- 2006: Grey’s Anatomy (Fernsehserie, Folge Genug Muffins)
- 2006–2010: Medium – Nichts bleibt verborgen (Medium; Fernsehserie, 7 Folgen)
- 2007: Lizenz zum Heiraten (License to Wed)
- 2008: Gestohlene Worte – Der Roman des Todes (Grave Misconduct, Fernsehfilm)
- 2008: Ghost Whisperer – Stimmen aus dem Jenseits (Fernsehserie, Folge Heart & Soul)
- 2009: Criminal Minds (Fernsehserie, Folge Demonology)
- 2010–2011: Hung – Um Längen besser (Hung; Fernsehserie, 8 Folgen)
- 2011: Private Practice (Fernsehserie, Folge Home Again)
- 2011: CSI: Las Vegas (Fernsehserie, Folge Father of the Bride)
- 2012: The Mentalist (Fernsehserie, Folge Cheap Burgundy)
- 2013: Salomé
- 2015: Merry Kissmas (Fernsehfilm)
- 2016–2017: How to Get Away with Murder (Fernsehserie, 4 Folgen)
- 2017: Code Black (Fernsehserie, Folge Vertigo)
- 2019: True Detective (Fernsehserie, Folge Now Am Found)
- 2019: The Blacklist (Fernsehserie, Folge Bastien Moreau (No. 20))
- 2020: Manhunt (Fernsehserie, 5 Folgen)